# صخر حبش
صخر حبش با نام اصلی یحیی حبش (عربی: صخر حبش)؛ (زاده: ۱۰ نوامبر ۱۹۳۹ – درگذشته: ۱ نوامبر ۲۰۰۹) سیاستمدار فلسطینی متولد بیت دجن است. بعد از ضربه فلسطین او به اردوگاه پناهندگان بالاطه در استان نابلس رفت و در سال ۱۹۶۵ مدرک کارشناسی ارشد مهندسی زمین‌شناسی از دانشگاه آریزونا را گرفت و در سال ۱۹۷۶ بعنوان دبیر شورای انقلاب انتخاب شد.

## درگذشت
صخر حبش در ۱ نوامبر ۲۰۰۹ در رام‌الله درگذشت و دفن شد.
در اکتبر ۲۰۱۳، محمود عباس، رئیس‌جمهور فلسطین، مدال ستاره قدس را به او اهدا کرد.